# Badh
Abu-Xujà Badh ibn Dustak o, més senzillament, Badh (? - 990) fou un emir del Diyar Bakr, origen de la dinastia marwànida.
El buwàyhida Àdud-ad-Dawla, amir al-umarà dels califes de Bagdad, va enderrocar l'emir hamdànida Abu-Tàghlib de Mossul el 978 i va governar el Diyar Bakr per mitjà de governadors fins a la seva mort el 26 de març de 983. Només morir Adud-ad-Dawla, un cap kurd local, Badh, es va apoderar de Mayyafarikin, la que havia estat la segona capital dels hamdànides de Mossul i en els mesos següents també va ocupar Amida, Nisibin i Akhlat (a Armènia) entre d'altres. Els buwàyhides van enviar un exèrcit que fou rebutjat per Badh, que va ocupar la regió de Mossul. L'emir buwàyhida Samsam-ad-Dawla, per evitar que estengués el seu poder a la resta d'al-Jazira, va donar (989) el Diyar Mudar i el Diyar Rabia a dos membres de la família dels hamdànides, Abu-Abd-Al·lah Hussayn ibn Hàssan i Abu-Tàhir Ibrahim ibn Hàssan, germans de Abu-Tàghlib. Amb l'ajut dels Banu Uqayl, aliats de son germà, van intentar ocupar Mossul, i es van enfrontar a Badh. Aquest va morir en un combat a la regió de Balad (990). El seu nebot, Abu-Alí al-Hàssan, fill de Marwan (un moliner que s'havia casat amb la germana de Badh), es va retirar a Hisn Kayfa a la mort del seu oncle, es va casar amb la vídua de l'emir mort i es va proclamar emir.